# Miłość blondynki
Miłość blondynki (cz. Lásky jedné plavovlásky) – czechosłowacki komediodramat z 1965 roku w reżyserii Miloša Formana. Film opowiada o młodej kobiecie, Anduli, która pracuje w fabryce obuwia na czechosłowackiej prowincji i próbuje nawiązać romantyczną relację.
Forman oparł scenariusz na wydarzeniu ze swojej przeszłości. Aby uzyskać realistyczny wygląd i atmosferę, twórcy kręcili film w małym czeskim miasteczku z fabryką butów, zatrudnili w dużej mierze nieprofesjonalnych aktorów, polegali na improwizowanych dialogach i zastosowali techniki kinematograficzne w stylu dokumentalnym.
Po premierze Miłość blondynki zdobyła popularność w swoim kraju i była pokazywana na najważniejszych festiwalach filmowych, gdzie otrzymała liczne nominacje i nagrody. Odbiór krytyków był w większości pozytywny, choć niektórzy recenzenci byli mniej entuzjastyczni. Film jest obecnie uważany za jeden z najważniejszych przykładów czechosłowackiej Nowej Fali – nurtu, który wykorzystał chwilowe złagodzenie totalitarnej kontroli nad artystami, aby użyć kina jako środka do odkrywania nowych strategii narracyjnych, jednocześnie subtelnie krytykując warunki społeczne i polityczne za żelazną kurtyną. Miłość blondynki była nominowana do Oscara dla najlepszego filmu nieanglojęzycznego w 1966 roku.

## Fabuła
Andula, młoda dziewczyna z klasy robotniczej, mieszka w podupadającym czeskim miasteczku fabrycznym, gdzie na szesnaście kobiet przypada jeden mężczyzna. Pewnej nocy, leżąc w łóżku w internacie ze swoją przyjaciółką, również pracownicą fabryki obuwia, rozmawiają o pierścionku, który Andula dostała od swojego chłopaka Tondy, i plotkują o jej flircie z leśniczym.
Kierownik fabryki, zdając sobie sprawę, że dysproporcja płci negatywnie wpływa na morale i wydajność, organizuje w pobliżu miasteczka manewry wojskowe. Fabryka ma sponsorować potańcówkę, na której pracownice będą mogły znaleźć towarzystwo wśród żołnierzy. Oczekiwania po obu stronach są ogromne: dziewczęta liczą na spotkanie z młodymi mężczyznami, podczas gdy rekruci, z których wielu to w rzeczywistości rezerwiści w średnim wieku, bez formy i już żonaci, nie mogą się doczekać nocy pełnej uwodzenia.
Wieczór imprezy dla części obu grup okazuje się rozczarowaniem. Andula i jej przyjaciółki są zniesmaczone żołnierzami, których nazywają „starymi prykami”, a trzech rezerwistów jest tak skonsternowanych sytuacją, że popełniają różne gafy, jak wysłanie butelki wina do niewłaściwego stolika czy upuszczenie obrączki, którą jeden z nich próbuje ukryć, tylko po to, by patrzeć, jak toczy się ona po podłodze i ląduje u stóp kobiet, które otrzymały butelkę. Dla tych osób wieczorek zapoznawczy jest klapą – dziewczęta uciekają do toalety, by obmyślić sposób na uniknięcie natrętów, a rezerwiści kłócą się między sobą o wydatki i rozważają, czy trzeba iść do lasu, żeby uprawiać seks. Dla innych jednak potańcówka jest sukcesem. Andula nawiązuje flirt z Mildą, pianistą z zespołu grającego na imprezie. Mężczyzna wróży jej z dłoni i instruuje, jak odpierać niechciane zaloty kopniakiem w goleń. Po zabawie idzie z Mildą do łóżka.
Chociaż po wspólnie spędzonej nocy Milda się do niej nie odzywa, Andula wciąż liczy na rychłe spotkanie, więc zrywa z Tondą, który wpada do internatu, żądając zwrotu pierścionka. Po wysłuchaniu przemowy wychowawczyni na temat cnót wierności i zaangażowania Andula pakuje walizkę i zjawia się pod drzwiami Mildy w wielkim mieście, gotowa na wznowienie ich romansu. Mildy nie ma w domu, a dziewczyna poznaje jego rodziców, którzy nigdy o niej nie słyszeli i nie wiedzą, co z nią zrobić. Milda wraca późno i po wieczorze pełnym napięcia i niepewności zapada decyzja, że dziewczyna przenocuje na kanapie, co zmusza Mildę do położenia się w łóżku z rodzicami, aby uniknąć pozorów niestosowności. Andula, klęcząc pod drzwiami ich sypialni, podsłuchuje rodzinną kłótnię. Kiedy staje się dla niej jasne, że nie jest w najmniejszym stopniu ceniona, zaczyna płakać, a następnego ranka wraca do domu. Opowiada przyjaciółkom o swojej „wspaniałej” wycieczce do stolicy i o tym, jak mili byli dla niej rodzice Mildy, zwłaszcza jego ojciec, a później wraca do pracy w fabryce.

## Obsada
- Hana Brejchová – Andula
- Jana Nováková – Jana
- Marie Salacová – Marie
- Vladimír Pucholt – Milda
- Milada Ježková – matka Mildy
- Josef Šebánek – ojciec Mildy
- Josef Kolb – Prkorny
- Vladimír Menšík – Vacovsky
- Ivan Kheil – Manas
- Jiří Hrubý – Burda
- Antonín Blažejovský – Tonda
- Jan Vostrčil – Pułkownik
- Zdena Lorencová – Zdena

## Produkcja

### Przygotowania
Pierwszy pełnometrażowy film Miloša Formana, Czarny Piotruś (Černý Petr), wszedł na ekrany w 1964 roku i nie spotkał się z przychylnością czechosłowackich władz, dopóki nie został zakwalifikowany do konkursu na Festiwalu Filmowym w Locarno, gdzie zdobył główną nagrodę. To zapewniło mu aprobatę komunistycznej biurokracji i umożliwiło Formanowi realizację kolejnych projektów ze względną swobodą. Niepewny, jaki powinien być jego następny film, Forman przypomniał sobie pewne zdarzenie. Jadąc późnym wieczorem przez Pragę, natknął się na młodą kobietę, która z trudem próbowała przejść przez most, niosąc ciężką walizkę. Podwiózł ją i poznał jej historię: przyjechała do wielkiego miasta z Varnsdorfu, gdzie uwiódł ją młody inżynier, który podał jej fałszywy adres na Žižkovie i obiecał, że zabierze ją z jej ponurego życia. Upewniwszy się, że została oszukana, Forman przez większą część nocy rozmawiał z dziewczyną, a następnie odprowadził ją na pociąg powrotny do rodzinnego miasta. Forman był szczególnie wyczulony na takie sytuacje, ponieważ gdy miał 10 lat, jego matka została zabrana przez Gestapo i nigdy więcej jej nie zobaczył, co sprawiło, że przez lata tułał się w poszukiwaniu bezpieczeństwa, mając przy sobie jedynie walizkę. Jak ujął to Forman: „Chyba zawsze będzie mnie wzruszał widok młodej osoby z walizką, szukającej więzi w obcym mieście”.
Forman opowiedział o tym zdarzeniu swoim kolegom, entuzjastom kina Ivanowi Passerowi i Jaroslavowi Papouškowi, pytając, czy mogłoby to stanowić podstawę dobrego filmu. „Może” – odpowiedział Passer – „ale brakuje jeszcze jednego – stołu bilardowego”. Trio pasjonowało się bilardem i uważało, że nawet najsłabszy pomysł może okazać się sukcesem, jeśli tylko będą mieli stały dostęp do stołu. Znalazłszy odpowiedni stół na zamku w Dobříšu, cała trójka wraz z Václavem Šaškiem napisała scenariusz, który rozwinął historię spotkania Formana z młodą kobietą z Varnsdorfu.
Gdy gotowy scenariusz przedstawiono zespołowi produkcyjnemu Šebor-Bor, początkowo został on zatwierdzony. Jednak wkrótce potem szef działu scenariuszy uznał go za najnudniejszą rzecz, jaką czytał od lat, i nalegał, by Forman nie kontynuował projektu, gdyż zrujnowałby on dobrą reputację, którą reżyser zyskał dzięki Czarnemu Piotrusowi. Według słów Formana: „Powiedział mi, że film nie jest wystarczająco artystyczny, ale z drugiej strony nie ma też wystarczającego potencjału komercyjnego. Miał obrazić i zirytować publiczność, ponieważ wyśmiewał zwykłego człowieka, który poczułby się nim zniesmaczony”. Mimo tego sprzeciwu Vlastimil Harnach, szef studia, zatwierdził produkcję filmu. Było to częściowo spowodowane polityczną i kulturową odwilżą w Czechosłowacji, podczas której decydenci starali się unikać pozorów jawnej ingerencji administracyjnej w proces twórczy.

### Obsada
Forman i jego współpracownicy trzymali się strategii obsadzania amatorów i jak najczęstszego wykorzystywania improwizowanych dialogów. Większość aktorów wybrano spośród krewnych, przyjaciół i znajomych Formana i jego ekipy. Do roli tytułowej Forman wybrał swoją osiemnastoletnią byłą szwagierkę, Hanę Brejchovą, ponieważ znał ją od dawna, ufał jej i darzył wielkim szacunkiem jej naturalny talent: „Miała niesamowitą zdolność swobodnej ekspresji, ale istniało ryzyko, że nie wyczuje granicy. Jednak Vláďa Pucholt [który grał Mildę] mocno trzymał ją w rytmie sceny, w profesjonalnych ramach”. Postać ojca Mildy zagrał wujek żony Miroslava Ondříčka, a matkę Mildy – operatorka tokarki z fabryki, którą Passer i Papoušek spotkali w tramwaju i która uderzyła ich jako ktoś, kto „wydawał się tak zainteresowany otaczającymi ją sprawami, bez względu na to, jak błahe by one nie były”. Kierownika fabryki zagrał jego rzeczywisty odpowiednik w Zruču nad Sázavou, gdzie kręcono zdjęcia plenerowe. Do głównego trio rezerwistów Forman chciał zaangażować amatorów, w tym pisarza Josefa Škvoreckiego, ale odkrył, że o ile mężczyźni świetnie improwizowali, gdy pojawiali się w parach, o tyle tracili rytm, gdy cała trójka znajdowała się w jednym ujęciu. Forman poszedł więc do Škvoreckiego i powiedział pisarzowi, że wygląda zbyt inteligentnie, by zagrać swoją rolę, po czym zastąpił go zawodowym aktorem Vladimírem Menšíkiem. Škvorecký komentował: „Powiedzieć komuś, że jest zbyt inteligentny, by być aktorem, to bardzo miły sposób na poinformowanie go, że powinien pozostać przy pisaniu scenariuszy. Miloš to bardzo taktowna osoba. To, że tak delikatnie mnie wyrzucił, umożliwiło powstanie najwspanialszej sceny w Miłości blondynki”. Forman uzasadniał później swoją decyzję o dodaniu profesjonalisty: „Podczas gdy amatorzy sprawiają, że aktorzy są uczciwi i prawdziwi, aktorzy nadają scenie rytm i kształt, których amatorzy nie czują. Aktor-amator tak całkowicie zanurza się w sytuacji, że nie jest w stanie spojrzeć na nią z zewnątrz, postrzegać jej jako rytmicznej całości z własną interpunkcją i szerszym celem dramatycznym. Amatorzy są w pełni zadowoleni, mogąc się powtarzać i rozwodzić, więc aktor może przeprowadzić ich przez dramatyczny łuk sceny i wydobyć emocjonalne kontury sytuacji”.
Paradoksalnie najmniej pewnym siebie wykonawcą w filmie był jeden z nielicznych zawodowych aktorów: Vladimír Pucholt, który grał pianistę. Według Formana: „Ten wspaniały aktor, który miał niesamowitą intuicję artystyczną, kompletnie nie ufał swojemu talentowi. Myślę, że działo się tak, ponieważ miał bardzo racjonalne usposobienie i nigdy nie potrafił dostrzec, a tym bardziej zmierzyć, rezultatu swojej gry. «Czy było dobrze, panie Forman?» – pytał mnie po każdym idealnym ujęciu. «Było znakomicie!». «Naprawdę?». «Naprawdę». Nigdy mi nie wierzył i wszyscy go uwielbialiśmy”.

### Okres zdjęciowy
Ponieważ Forman pracował głównie z nieprofesjonalnymi aktorami, jego metodą pracy było niedzielenie się scenariuszem z żadnym z wykonawców. Uważał, że gdyby dał im scenariusz, „zabraliby go do domu, przeczytali, a ostatecznie to ich żony reżyserowałyby film”. Zamiast tego, tuż przed rozpoczęciem zdjęć, szczegółowo objaśniał każdą scenę, recytując dialogi z pamięci tylko raz. Dzięki temu, gdy kamera ruszała, aktorzy musieli starać się przypomnieć sobie jak najwięcej z tego, co im powiedział, a to, co zapomnieli lub zrozumieli tylko częściowo, improwizować najlepiej jak potrafili. Jego operator powiedział później, że w rezultacie wszyscy aktorzy grali Miloša Formana odgrywającego ich role.
Operatorem zdjęć do Miłości blondynki był Miroslav Ondříček, podobnie jak Forman absolwent FAMU. Ondříček i Forman poznali się w czechosłowackim studiu Barrandov na początku lat 60., gdy Ondříček dopiero uczył się kręcić filmy fabularne, a Forman zmagał się z realizacją swoich pierwszych projektów.  Ondříček w pełni akceptował poleganie Formana na nieprofesjonalnych aktorach, przyjmując styl cinéma-vérité. Ondříček był wykształcony w dziedzinie filmu dokumentalnego, w związku z czym nalegał na osobiste wykonywanie wszystkich zadań operatorskich, takich jak ustawianie ostrości, oświetlenia i kompozycji, jednocześnie odmawiając montażystom wstępu na plan. Mówił: „Montażysta może zmontować tylko to, co sfilmuję. Nie może użyć mastershota, jeśli go nie ma. Nie może zrobić zbliżenia, jeśli go nie ma. To jest nasze [jego i Formana] zadanie”. Krytycy często podziwiali sukces Ondříčka w utrzymaniu niskokontrastowego oświetlenia w całym filmie, co nadawało mu „słodko tajemniczą miękkość, jakby obok okrucieństwa istniała na świecie zasada współczucia”.
Wielka potańcówka była najdłuższą i najbardziej rozbudowaną sekwencją w filmie, dlatego użyto dwóch kamer, często kręcąc z ręki i stosując zoom teleobiektywem. Miało to na celu zarówno utrzymanie dokumentalnego stylu i klimatu, jak i zdjęcie presji z aktorów, którzy nie zawsze byli pewni, czy znajdują się w kadrze. Podczas kręcenia filmu plan odwiedził brytyjski reżyser Lindsay Anderson, którego film Sportowe życie Forman bardzo podziwiał. Anderson był pod tak wielkim wrażeniem pracy Ondříčka, że sprowadził go do Anglii, aby sfilmował Biały autobus oraz Jeżeli..., ogłaszając, że znalazł człowieka o nowej wrażliwości, „nową parę oczu”.
Jak na ironię, fabuła filmu powtórzyła się w prawdziwym życiu. Jedna z nieprofesjonalnych aktorek, blondwłosa pracownica fabryki, wdała się w gorący romans z technikiem z ekipy filmowej. Mężczyzna, choć nie wspomniał, że jest żonaty i ma dziecko, obiecał, że po powrocie do Pragi sprowadzi ją do siebie i wynajmie jej mieszkanie w stolicy. Po długim oczekiwaniu na wieści od niego spakowała swoje rzeczy i pojechała do Pragi, gdzie została bezwzględnie odrzucona. Konsekwencje tej sytuacji były o wiele mroczniejsze niż zakończenie filmu; dziewczyna, nie ważąc się wrócić do domu, została prostytutką, trafiła do więzienia, próbowała popełnić samobójstwo, a w końcu wyemigrowała do Australii, gdzie brakowało kobiet, zwłaszcza wśród czeskich emigrantów.

### Montaż
Po zakończeniu głównych zdjęć Forman miał do dyspozycji kilometry surowego materiału, więc wraz ze swoim montażystą, Miroslavem Hájkiem, spędził wiele długich godzin, porządkując nagrania w serię sytuacji, takich jak „wielka potańcówka” czy „spotkanie z rodzicami”. Z kolei każda z tych sytuacji jest zbudowana z sekwencji gagów, w których postacie improwizują, jak to ujął krytyk Constantin Parvulescu, „niczym różne instrumenty w zespole”: „Wiele z tych sytuacji można rozbić na pojedyncze gagi. W Miłości blondynki jest kilka takich gagów przypominających wczesne komedie: gag z żołnierzami wysiadającymi z pociągu; gag z butelką wina; gag z obrączką; gag z wróżeniem z dłoni; gag z roletami; oraz gag z trzema facetami w dwóch łóżkach”. Pomiędzy te gagi wplecione są dłuższe improwizacje postaci, takie jak dyskusja Mildy o Picassie, tyrady jego matki przy stole czy apel kierownika fabryki o wsparcie wojska.

### Dodatkowe sceny
Po premierze filmu w Czechosłowacji Forman szukał międzynarodowego dystrybutora; został poinformowany, że film jest za krótki dla amerykańskiej publiczności i że nie ma w nim wystarczająco dużo nagości. W związku z tym Forman został zmuszony do nakręcenia kilku dodatkowych scen, które nigdy nie były pokazywane w kraju. Jedna z tych scen, która została włączona do wersji amerykańskiej, zawierała slapstickową sekwencję, w której pianista Milda próbuje poderwać bujną dziewczynę na ulicach Pragi, tylko po to, by ta oszukała go, wciągając do niewłaściwej sypialni w czteropiętrowym budynku, w którym mieszka, zakłócając spokój śpiących mieszkańców.

## Motywy
Filmoznawca Peter Hames podsumował trzy motywy Miłości blondynki, które były wielokrotnie omawiane w pismach krytycznych na temat filmu i które stanowiły stały element w całej karierze Formana: „nietrwałość młodzieńczej miłości, zagubienie i rozpacz wieku średniego oraz przepaść między pokoleniami”. Innym często wskazywanym motywem jest niezręczność i zagubienie związane z seksem w represyjnym społeczeństwie. Większość krytyków zwracała również uwagę na połączenie komedii i smutku w przedstawieniu codziennego życia w państwie totalitarnym; choć niektórzy uważają „Miłość blondynki” za najostrzejszą krytykę czeskiego społeczeństwa pod rządami komunistów, inni wskazują, że ponure warunki nie wynikają wyłącznie z błędnej polityki publicznej, ale że jednostki same również tworzą własną izolację.
Sam Forman tak analizował scenę, w której Milda śpi z rodzicami: „Jest ciasno. Stary chce spać; syn chciałby zostać wyrzucony, żeby móc dołączyć do dziewczyny na kanapie, ale to matka wszystkim rządzi i nie będzie tolerować żadnych takich sprośnych pomysłów pod swoim dachem”.